# Абдул-Гамід I
Абду́л-Гамі́д І (осман. عبد الحميد اول, трансліт. `Abdü’l-Ḥamīd-i evvel, тур. I. Abdülhamit; 12 березня 1725 — 7 квітня 1789) — 27-й султан Османської імперії (1774—1789). Син султана Ахмеда III та Рабії Шермі Кадин-ефенді.

## Біографія
Намагався реформувати османську армію: запросив до країни іноземних військових спеціалістів та розпочав ліквідовувати сипахійську систему, за якою військові ленники одержували в пожалування землю, й реорганізовувати яничарський корпус.
Після поразки від російської армії під Козлуджі 20(09) червня 1774 року доручив великому візирові Мугсину-заде підписати з Росією Кючук-Кайнарджійський мирний договір 21 липня 1774 за яким до Росії ввійшли землі між Дніпром і Бугом, були відкриті протоки Босфор і Дарданелли для плавання російських суден.  1779 року в султанському палаці Айнали-Кавак (Стамбул) підписав додаткову угоду (роз'яснювальну Айнали-Кавакську конвенцію 1779), що оголошувалася частиною османо-російського договору 1774 року. Згідно з нею Османській імперії поверталися землі між Дністром і Південним Бугом, що належали татарам. У статті 5 пункті 3 цієї угоди султан обіцяв перевести козаків, які перебралися на територію Османської імперії після розгрому Запорозької Січі 1775 (близько 12 тис. осіб), подалі від берегів Чорного моря, на правий берег Дунаю, де вони невдовзі заснували Задунайську Січ.
За Ясським мирним договором 1792 року, який підписано вже після смерті Абдул-Гаміда І і яким закінчилась почата ним війна, до Росії відійшли землі від Бугу до Дністра, Кримське ханство офіційно визнане володінням Росії, хоча його фактичне приєднання до Російської імперії відбулося в 1783 році.
У квітні 1775 року підписав договір з імператором Йосифом ІІ, за яким захоплена перед тим австрійськими військами Буковина разом з містами Чернівці і Сучава перейшли до Австрії.
У серпні 1787 року під впливом англійської дипломатії султан розпочав чергову війну з Російською імперією.
Протягом останніх років життя султана (1787-89) - у битвах з військами Григорія Потьомкіна та Олександра Суворова (у їхньому складі активну участь брали підрозділи українського козацтва) під Кінбурном, Очаковом, Фокшанами, Римником (нині місто Римніку-Серат, обидва - Румунія) і Хаджибеєм (нині на території Одеси) - османські війська зазнали поразки.
Мав 22 дітей, серед яких — султани Османської імперії Мустафа IV та Махмуд II.